# Pier Maria Canevari
(Anonimo, Libeaçion de Zena)
Pier Maria Canevari (Genova, 19 dicembre 1724 – Passo della Scoffera, 1º maggio 1747) è stato un militare italiano.

## Biografia
Figlio di Domenico Canevaro, centocinquantaseiesimo doge della Repubblica di Genova e di Maria Maddalena De Franchi. Insieme ai fratelli Nicolò Maria e Francesco Maria venne ascritto alla nobiltà genovese nel 1730. Aveva anche una sorella di nome Maria, che sposò il nobile Stefano Ferretto.
Nell'ambito della guerra di successione austriaca, la Repubblica di Genova entrò in guerra contro il regno di Sardegna e l'Austria, e Pier Maria a partire dal 1745 fu tra i promotori, insieme ad altri giovani patrizi, del reggimento Libertà, poi Liguria Reale, formato esclusivamente da cittadini della repubblica.
L'anno seguente il reggimento fu impegnato nella difesa del forte di Gavi, presidio che proteggeva l'accesso alla capitale ligure sulla via Postumia. Canevari e i suoi cedettero al nemico solo su ordine del governo genovese che si era arreso al comandante delle forze austriache Antoniotto Botta Adorno il 6 settembre 1746.
Il 5 dicembre 1746 iniziò la rivolta popolare contro l'occupante austriaco che ebbe la fiammata iniziale a seguito della sassata contro le truppe da parte di un ragazzo tradizionalmente indicato col nomignolo di Balilla, e successivamente identificato - peraltro senza alcuna prova certa - con  Giovan Battista Perasso. Il Canevari risulta uno dei primi patrizi coinvolti dai popolani nell'organizzazione dell'insurrezione, tanto da risultare uno dei massimi promotori del Comitato dei difensori della Libertà, organo che si pose a capo della sommossa. 
Il 10 dicembre vi fu la completa scacciata degli austriaci dalla città.
Il 23 dicembre venne assegnato al Canevari il posto di difesa di Crocetta d'Orero e dagli ultimi giorni del 1746 al 1º maggio dell'anno seguente riuscì con limitati mezzi e truppe raccogliticcie a resistere alla pressione delle truppe nemiche nell'Appennino genovese, coadiuvato da Agostino Pinelli.
Canevari e le sue truppe il primo maggio 1747 sulla cresta tra il Monte Lavagnola e la Colla di Boasi respinsero gli austriaci mettendoli in fuga, ma nonostante la vittoria militare sul campo uno dei prigionieri riuscì a sparargli colpendolo a morte, una lapide ancora oggi lo ricorda al vicino Passo della Scoffera.
Il corpo venne trasportato a Genova dove fu tumulato presso la Chiesa di Santa Maria di Castello.
Il Canevari, insieme al Balilla e Lorenzo Barbarossa, venne considerato uno degli eroi della resistenza genovese contro l'invasore austriaco e nel poemetto Libeaçion de Zena, d'autore rimasto anonimo, è riportato come figura principale della ribellione genovese.